# 岡山車站 (高雄捷運)
岡山車站位於高雄市岡山區中山北路上，為高雄捷運紅線（岡山路竹延伸線）的捷運車站，車站編號為RK1。

## 歷史
- 2014年4月21日：國家發展委員會召開委員會議，第一階段路線審查通過，第二階段路線修訂後再報行政院核定，第一階段建造經費新臺幣19.15億元，全長1.46公里[1]。
- 2016年12月5日：岡山路竹延伸線「大湖—岡山車站」段國家發展委員會審核通過可行性評估。
- 2018年11月11日：岡山路竹延伸線第一階段（南岡山～岡山車站）土建工程動工。
- 2021年3月4日：岡山路竹延伸線第二A階段（岡山車站～南路竹）核定興建，預計年底動工。
- 2022年1月26日：岡山路竹延伸線第二A階段（岡山車站～南路竹）動土興建。
- 2023年11月21日：岡山路竹延伸線第一階段預計於2024年6月通車至岡山車站，同時將辦理5座車站更名[2]。
- 2024年4月6日至4月19日：執行岡山車站通車前試運轉測試。[3]
- 2024年5月11日：初勘通過。[4]
- 2024年6月15日：履勘通過，改善事項完成後，報請交通部核發營業許可證。[5]
- 2024年6月20日：交通部核發營業許可證，預計6月底舉辦試營運及通車。
- 2024年6月30日：中午12時正式試營運，開放搭乘。並宣布自6月30日中午12時起至8月31日止，民眾持持電子票證（悠遊卡、一卡通及愛金卡）、信用卡、電子支付等搭乘捷運，於岡山車站進出站，可享岡山高醫站至岡山車站路段免費搭乘[6]。
- 2024年9月1日：今日起開始收費，正式營運[7]。

## 車站概要
2014年4月行政院宣布通過岡山路竹延伸線第一階段可行性評估，將由高雄捷運紅線南岡山站（現為岡山高醫站）再往北延伸一站至岡山車站，而在2024年6月30日正式完工全面通車，成為台鐵與高雄捷運轉乘車站之一。
本站與大寮站為高雄捷運目前唯二設有半高式月台門之車站。

## 車站構造

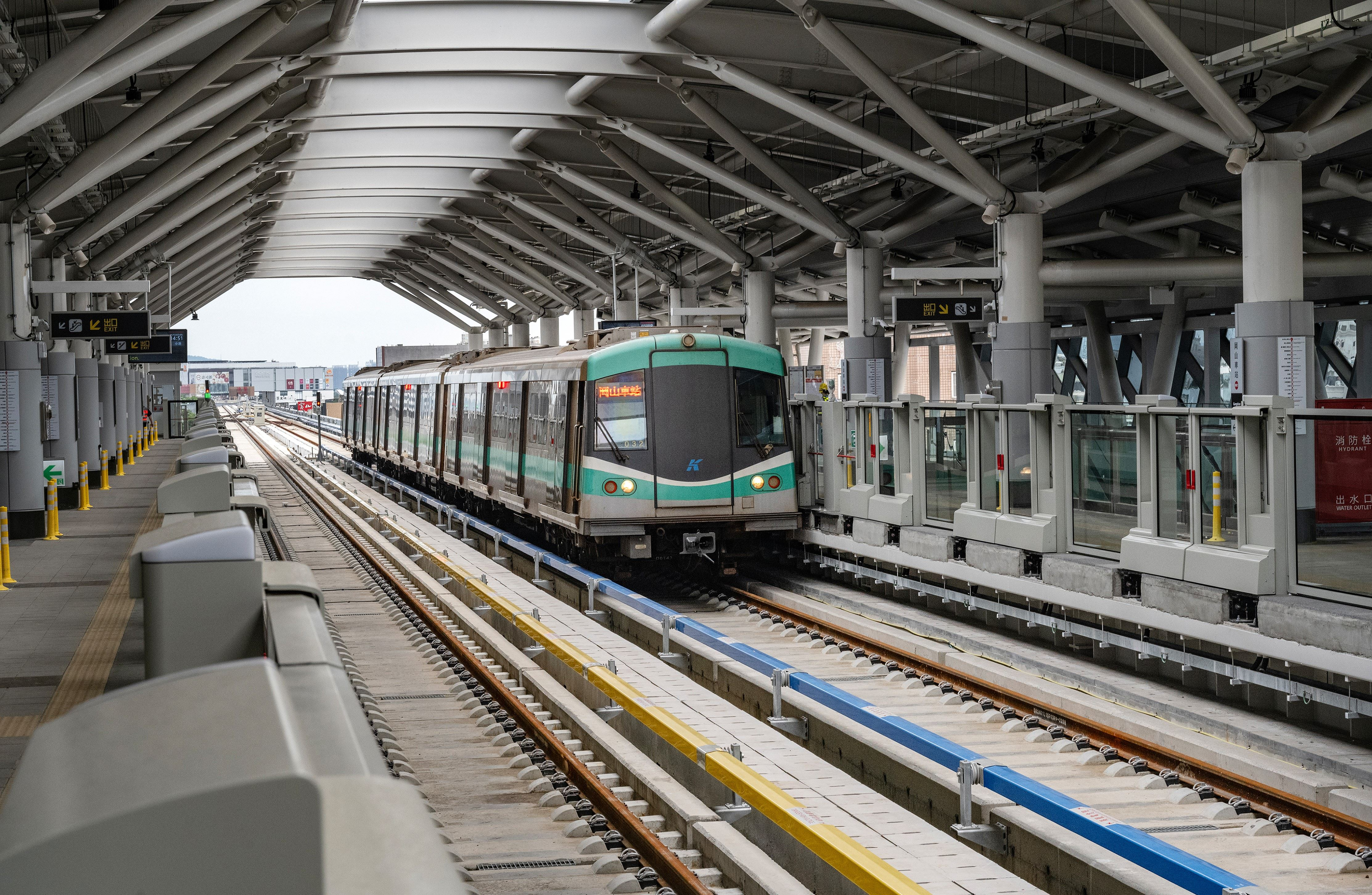
岡山車站月台

為三層之高架車站，設置側式月台2座（2號月台尖峰時間才會停靠），月台設有半高式月台門，2處出入口，設置人行天橋從捷運車站連通至台鐵岡山後站。

### 車站樓層
| 地上 三樓 | 側式月台，左邊車門將會開啟 | 側式月台，左邊車門將會開啟      |
| 地上 三樓 | 1號月台                    | ← 紅線 往小港方向（岡山高醫站） |
| 地上 三樓 | 2號月台                    | ← 紅線 往小港方向（岡山高醫站） |
| 地上 三樓 | 側式月台，右邊車門將會開啟 |                                 |

| 地上 二樓 |                                                                 |
| 穿堂層    | 車站大廳、服務台、驗票閘門、自動售票機 廁所（付費區外，近出口） |

| 地面   |        |
| 出入口 | 出入口 |

### 車站出口
出口1位於車站西側，出口2位於車站東側，無障礙電梯位於1、2號出口。
| 出入口                          | 圖片 | 出入口資訊                                              |
| ------------------------------- | ---- | ------------------------------------------------------- |
| 出入口1 · 設有電梯 · 設有手扶梯 |      | 內政部移民署高雄市第二服務站、中山北路、YouBike微笑單車 |
| 出入口2 · 設有電梯 · 設有手扶梯 |      | 臺鐵岡山車站、YouBike微笑單車                           |
| 註： 設有電梯 \| 設有手扶梯     |      |                                                         |

### 轉乘
本站與臺鐵岡山車站相隔100公尺，非共構車站。因應旅客轉乘，高市府向交通部申請興建「跨站天橋」，相關經費獲准。

## 利用狀況
2024年日均進出人次為6,618人，在高雄捷運系統中排名第名；目前最高紀錄為2024年12月的8,054人次，最低紀錄為2024年7月通車時的5,474人次。
| 年   | 全年    | 全年    | 全年      | 全年   | 單日平均 | 單日平均 |
| 年   | 上車    | 下車    | 上下車計  | 來源   | 上車     | 上下車   |
| ---- | ------- | ------- | --------- | ------ | -------- | -------- |
| 2024 | 638,184 | 586,130 | 1,224,314 | [ 11 ] | 3,450    | 6,618    |

## 外部連結
- 岡山車站 （页面存档备份，存于）（高雄捷運公司）
- 國營臺灣鐵路股份有限公司 – 岡山車站 （页面存档备份，存于）
- 高雄市公車動態資訊系統 （页面存档备份，存于）